# 藤井脩祐
藤井 脩祐（ふじい ゆうすけ）は、1985年11月19日日本は、日本のフルコンタクト空手の空手家。段位は四段。東京都品川区出身。身長180cm、体重93kg。極真拳武會所属。*KWU極真ワールドユニオン（極真ワールドユニオン)SENSHI最高運営責任者(COO)／戦略委員会理事長／教育委員会理事。
極真館空手第4・6・7回全日本選手権優勝。全日本ウエイト制を含めると全日本通算6回の優勝を収めている。

## 概要
第4・6・7回オープントーナメント全日本空手道選手権（主催：極真館）で優勝。
2011年オープントーナメント全日本空手道選手権（主催：極真館）89kg超級で優勝。
2012年オープントーナメント全日本空手道選手権（主催：極真館）89kg以下級、優勝及び争覇戦優勝。
第1回全世界ウェイト制空手道選手権大会（開催地：モスクワ、主催：極真館）重量級4位及び敢闘賞受賞者。
日本体育大学武道学科卒業。体育会（学友会）空手部に所属していた。
盧山初雄館長率いる財団法人極真奨学会 極真空手道連盟極真館の東京・城南品川支部大井町道場に所属していたが、2017年2月5日に新組織、極真拳武会に移籍し、ロシア支部長に就任。

## プロフィール
中学2年生の時に、当時の極真会館（松井派）城南川崎支部大井町道場（金子雅弘師範）に弟の藤井将貴（第8回全日本重量級王者・2013-2014年 全日本争覇戦王者）と共に入門。
中学卒業後、オーストラリア、クイーンズランド州の高校へ留学する傍ら、極真会館の第28、29回全日本大会で旋風を巻き起こした鳥人ギャリー・オニールの育ての親でもあるキャメロン・クイーン師範（元・極真会館オーストラリア支部長）のもとで内弟子として極真空手の修行を続ける。
留学中も一時帰国した際には、中学時代から参加していた有名な極真会館城南川崎支部の朝練で、多くの世界チャンピオンを育て上げ名伯楽と謳われた故･廣重毅師範（極真拳武會創立者）と金子雅弘師範（現・極真拳武會会長）の指導のもと、不動の王者と言われていた数見肇を筆頭に、高久昌義など、当時、極真を代表する多くの名選手達の胸を借り、頭角を現していった。
高校卒業後、日本へ帰国したが、留学中に所属していた名門、城南川崎支部が極真会館（松井派）を離脱していたため、その新たな組織となった極真館城南大井町支部へ復帰する。留学中は、渡欧して間もなく、15歳でオーストラリアの一般の大人の大会へ出場し中量級で優勝を果たした。その後に出場する全ての大会に於いて、常に優勝、準優勝と安定した実力発揮していた。また、留学中に師範推薦で日本代表として一人出場したウクライナ国際大会マス大山カップに於いて、現役高校生でありながら強豪ウクライナ選手を相手に果敢に戦い、廬山館長が見守るなか、準決勝戦でウクライナの英雄と言われていたショカン・トンピーシェフ選手を上段回し蹴りで失神KO。続く決勝でも、強い中段突きで相手を効かせ、2試合連続一本勝ちで優勝を果たし、その存在をアピール。そして、帰国後、18歳で初出場した国内大大会である第2回全日本ウエイト制選手権大会の重量級へ出場し、いきなりの準優勝を果たし脚光を浴びる。この実績が認められ、19歳で日本代表選手に選抜され、2005年9月にモスクワに於いて催された極真館主催の第1回全世界ウェイト制空手道選手権大会に出場。極真館から出場した日本選手、8名中7名が初日の予選で敗退する波乱の中、唯一、最年少の藤井が準決勝戦まで駒を進めた。準決勝戦では、極真会館（松井派）時代には、ロシアのトップ選手で冷徹な貴公子として名を馳せたセルゲイ・オシポフ選手と対戦、敗れはしたものの4位入賞を果たし、その果敢な戦いぶりを認められ敢闘賞を受賞。
2006年4月には20歳で第4回全日本ウェイト制の重量級で優勝し、同年11月の第4回全日本選手権大会では21歳と4日で優勝を果たした。当時、この年齢での全日本優勝記録は、数見肇らと並び、極真史上最年少タイ記録でもあった。
また、2007年4月29日に開催の極真館 第5回全日本ウェイト制大会では、極真空手史上初となる手技顔面攻撃フリールールへ出場、怪我により決勝戦を棄権し準優勝にとどまった。
2009年から「ロシア極真空手の強さの秘密」を解明するためロシア・モスクワにて修行。
2013年にはロシア修行の集大成となる技術DVDビデオ「極真館 藤井脩祐 倒す組手テクニック」が株式会社クエストから発売された。
2023年、 */ KWU極真ワールドユニオンKWU（極真ワールドユニオン)SENSHI「戦士」最高運営責任者(COO)／戦略委員会理事長／教育委員会理事に就任。

## 試合スタイル
基本的なスタイルは、間合いをとった正攻法の空手らしい戦い方である。間合の操作が巧みで、出入りの速いヒットアンドアウェイの戦い方を得意とし、過去出場した各大会では、常に上位を外さない安定した強さを持つ。重量級でありながらも軽量級と思えるようなスピード感あふれる軽快なフットワークと、回転力のある遠くへ伸びる重い突きから上中下と蹴り分けるコンビネーションと運足は、対戦相手も反応が追い付かないほどのスピードを持っている。藤井の試合を観戦していた、某著名な実践空手家からも「彼は自分の空手スタイルを確立している」と言わしめるほど卓越した極真新世代の戦い方で人気があった。

## 主な戦歴
- 2013年 2013KWU極真世界空手道選手権大会 -90kg級 3位入賞（開催地：ブルガリア・ソフィア、アリーナ・アルミーク・ソフィア）
- 2012年 極真館 2012全日本空手道選手権大会　89kg以下級優勝・争覇戦 優勝（開催地：国立代々木競技場第二体育館）[1][2]
- 2011年 極真館 2011全日本空手道選手権大会　89kg超級優勝・争覇戦 準優勝（反則原点による自滅）（開催地：国立代々木競技場第二体育館）[3][4]
- 2010年 極真館 モスクワ大会 軽重量級 3位（開催地：ロシア・モスクワ）
- 2010年 極真館 第1回 全アジア空手道選手権大会 重量級 準優勝（開催地：マレーシア・クアラルンプール）
- 2009年 極真館 第7回 全日本空手道選手権大会 優勝（開催地：国立代々木競技場第二体育館）[5][6]
- 2009年 全極真世界ウェイト制空手道選手権大会 in ハンガリー 軽重量級 8位（開催地：ハンガリー共和国・ブダペスト）
- 2008年 極真館 第6回 全日本空手道選手権大会 軽重量級 優勝（開催地：国立代々木競技場第二体育館）[7]
- 2007年 極真館 第5回 全日本空手道選手権大会 3位（開催地：さいたまスーパーアリーナ）
- 2007年 極真館 第5回 全日本ウェイト制空手道選手権大会 重量級 準優勝（怪我により決勝戦棄権）（開催地：戸田市スポーツセンター）
- 2006年 極真館 第4回 全日本空手道選手権大会 優勝（開催地：さいたまスーパーアリーナ）[8]
- 2006年 極真館 第4回 全日本ウェイト制空手道選手権大会 重量級 優勝（開催地：戸田市スポーツセンター）
- 2005年 極真館 第1回 全世界ウェイト制空手道選手権 in ロシア 重量級 4位入賞（開催国：ロシア）
- 2005年 極真館 第3回 全日本空手道選手権大会 3位（開催地：さいたまスーパーアリーナ）
- 2004年 極真館 第2回 全日本ウェイト制空手道選手権大会 重量級 準優勝（開催地：戸田市スポーツセンター）
- 2004年 極真館 ウクライナ国際大会 マスタツカップ重量級 優勝（開催国：ウクライナ）
- 2003年 ニュージーランド・オーストラリアフレンドリーシップ大会 超重量級 優勝（開催国：オーストラリア）
- 2003年 極真会館（松井派） 第9回全日本青少年空手道選手権大会 高校男子70kg超級 優勝（開催地：国立代々木競技場第二体育館）
- 2002年 ISKA全オーストラリア大会一般フルコンタクト部門 優勝（開催国：オーストラリア）
- 2001年 ISKAオーストラリア・クイーンズランド州大会一般フルコンタクト部門 優勝（開催国：オーストラリア）

## 発行DVD
2013年5月に株式会社クエストからのDVDが発売。